# Josefina Sruoga
María Josefina Sruoga (Buenos Aires, 23 de agosto de 1990) é uma jogadora de hóquei sobre a grama argentina que já atuou pela seleção de seu país. É irmã da leona Daniela Sruoga.

## Olimpíadas de 2012
Josefina Sruoga conquistou uma medalha de prata nas Olimpíadas de Londres de 2012. A seleção da Argentina terminou a fase inicial do torneio olímpico em primeiro lugar do seu grupo, com três vitórias em cinco jogos. Na semifinal, as leonas derrotaram as anfitriãs britânicas por 2 a 1. Mas na grande final, Josefina e suas companheiras de equipe não conseguiram evitar a derrota para os Países Baixos, que venceram por 2 a 0 e deixaram a Argentina com a prata.

## Vida pessoal
Josefina é irmã de Daniela Sruoga, que também é uma leona, termo pelo qual são chamadas as jogadoras do selecionado argentino de hóquei feminino. As duas conquistaram a prata nos Jogos Olímpicos de 2012.